# Necyria zaneta
Necyria zaneta är en fjärilsart som beskrevs av William Chapman Hewitson 1875. Necyria zaneta ingår i släktet Necyria och familjen Riodinidae. Inga underarter finns listade i Catalogue of Life.